# 雲海橋交差点
雲海橋交差点（うんかいばしこうさてん）は、宮崎県西臼杵郡高千穂町にある高千穂日之影道路（九州中央自動車道に並行する一般国道218号の自動車専用道路）の交差点である。

## 歴史
- 2018年（平成30年）
  - 9月26日 : 交差点名称が「雲海橋交差点」に正式決定[1]。
  - 11月11日 : 雲海橋交差点 - 日之影深角IC間開通に伴い、供用開始[1]。
- 2021年（令和3年） : 国道218号高千穂雲海橋道路が事業化[2]。

## 接続する道路
- 直接接続
  - 国道218号

## 周辺
- ヤマト運輸高千穂営業所[3]

## 隣
E77 九州中央自動車道（高千穂雲海橋道路・高千穂日之影道路）
高千穂IC（事業中） - 雲海橋交差点 - 日之影深角IC